# Коіде Ясутаро
Коіде Ясутаро (яп. 小出 保太郎; 13 березня 1903 — 19 січня 2016) японський довгожитель вік якого підтверджено Групою геронтологічних досліджень (GRG) та Книгою рекордів Гіннеса. З 5 липня 2015 року по 19 січня 2016 року був найстарішим живим чоловіком на Землі та був найстарішим живим чоловіком в Японії. Також на момент смерті він був 18 найстарішим чоловіком у світі, чий вік був підтверджений. Помер у віці 112 років, 312 днів, за 2 місяці до свого 113-річчя.

## Біографія
Коіде Ясутаро народився в Цуруґі, префектура Фукуї, Японія. Більшу частину свого життя пропрацював кравцем у магазині одягу. Від єдиної дружини він мав 7 дітей.
До 105-річного віку катався на триколісному велосипеді, йому було легко ходити. У віці 107 років переїхав до своєї доньки в Айті, до міста Нагоя.
2 січня 2014 року, його вік був підтверджений Групою геронтологічних досліджень (GRG), а 21 серпня 2015 року він був офіційно внесений до Книги рекордів Гіннеса як найстаріший живий чоловік у світі.
Коіде Ясутаро помер 19 січня 2016 року у віці 112 років 312 днів, причиною смерті став серцевий напад на фоні пневмонії.

## Рекорди довгожителя
Рекорди 2013 року:
- 26 листопада 2013 року Ясутаро увійшов до сотні найстаріших верифікованих чоловіків у світі. У цей момент він був 4-м живим із найстаріших верифікованих чоловіків.

Рекорди 2014 року:
- 9 лютого 2014 року Ясутаро став 90-м з найстаріших верифікованих чоловіків у світі.
- 26 березня 2014 року Ясутаро став 80-м з найстаріших верифікованих чоловіків у світі.
- 24 квітня 2014 року після смерті Артуро Лікати, Ясутаро став 3-м живим із найстаріших верифікованих чоловіків у світі.
- 13 травня 2014 року Ясутаро став 70-м з найстаріших верифікованих чоловіків у світі.
- 8 червня 2014 року після смерті Олександра Іміча Ясутаро став 2-м живим із найстаріших верифікованих чоловіків у світі.
- 16 липня 2014 року Ясутаро пережив Олександра Іміча, який на 39 днів був старшим за нього.
- 25 липня 2014 року Ясутаро став 60-м з найстаріших верифікованих чоловіків у світі.
- 6 вересня 2014 року Ясутаро став 50-м з найстаріших верифікованих чоловіків у світі.
- 17 листопада 2014 року Ясутаро став 40-м з найстаріших верифікованих чоловіків у світі.

Рекорди 2015 року:
- 16 квітня 2015 року Ясутаро став 30-м з найстаріших верифікованих чоловіків у світі.
- 5 липня 2015 року після смерті Сакарі Момії, Ясутаро Коіде став найстарішим чоловіком, який живе на Землі.
- 20 вересня 2015 року Ясутаро став 20-м із найстаріших верифікованих чоловіків у світі.

Рекорди 2016 року:
- 2 січня 2016 року Ясутаро побив останній рекорд, став 18-м з найстаріших верифікованих чоловіків у світі[10].